# Červený kostel (Olomouc)
Červený kostel je 55 metrů vysoký novogotický kostel severoněmecké cihlové gotiky v Olomouci. Byl postaven na začátku 20. století pro německé evangelíky. V letech 1961–2019 byl využíván jako sklad knih Vědecké knihovny v Olomouci a nebyl veřejnosti přístupný. Od roku 2023 se po kompletní rekonstrukci stal kulturně-vzdělávacím centrem Vědecké knihovny, ve kterém jsou pořádány  přednášky, koncerty, výstavy, prohlídky i akce pro děti. 
Kostel stojí na místě křížení třídy Svobody a Bezručovy ulice, v sousedství knihovny. Je zapsán na seznamu nemovitých kulturních památek České republiky.

## Historie
Kostel stojí na místě hradeb původní bastionové olomoucké pevnosti. Projekt kostela vypracoval Franz Böhm v roce 1898 a sám řídil stavbu až do jejího dokončení v roku 1902. Základní deska byla položena 16. května 1901, chrám byl vysvěcen 5. října 1902. Böhmův projekt zjednodušil vypuštěním postranních arkád a celkově upravil německý architekt Max Löw z Brunšviku.

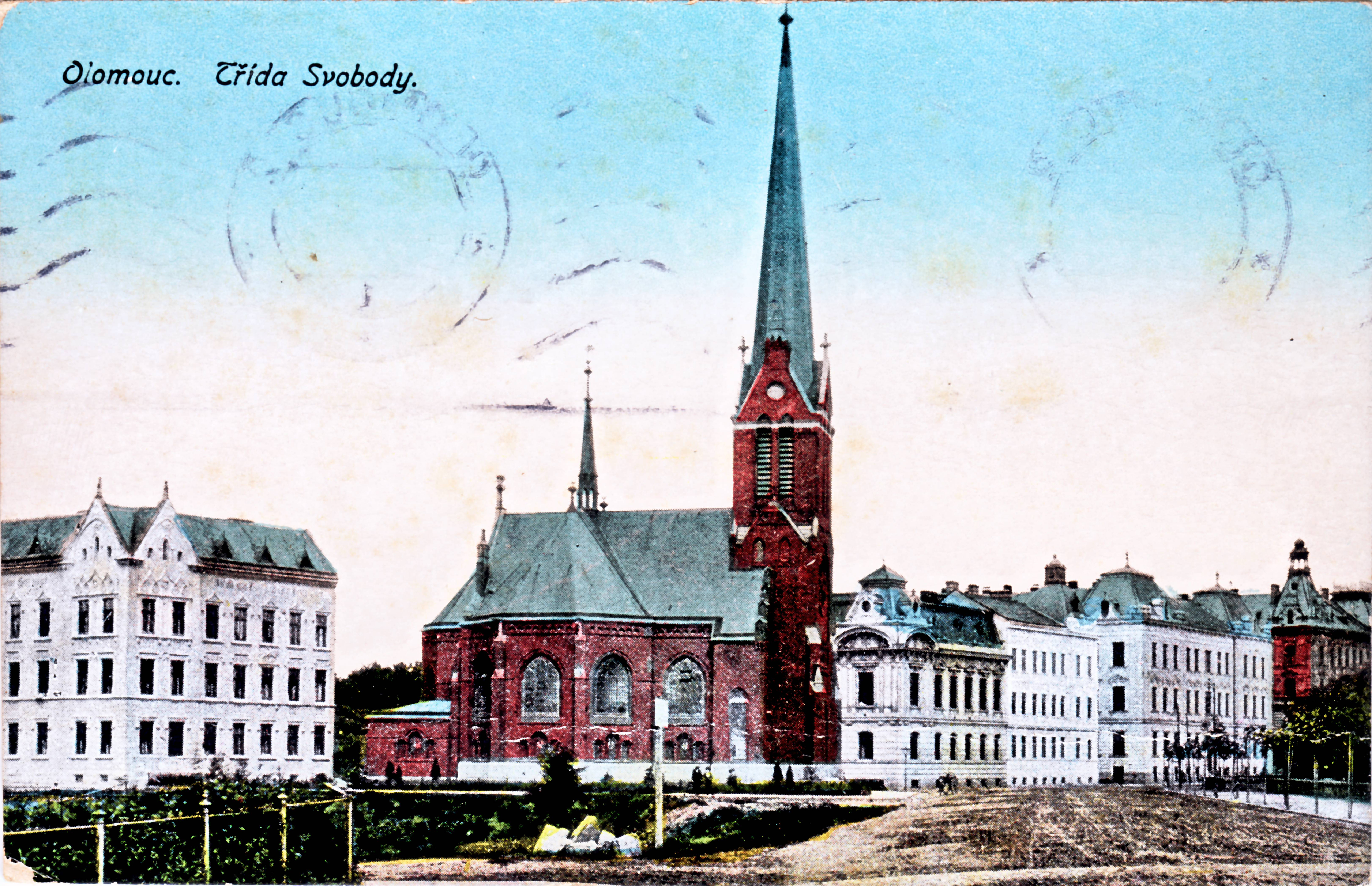
Červený kostel v období první republiky

Urbanisticky patří kostel do záměru architekta Camilla Sitteho, jenž zpracoval první regulační plán výstavby města Olomouce, s důrazem na celkové vedení a budovy na dnešní třídě Svobody. Záměrem architekta bylo vybudovat moderní okružní třídu podle vzoru Ringstraße ve Vídni. Po obvodu této okružní třídy měly vyrůst monumentální státní, městské i soukromé budovy, a proto zde byl postaven také Červený kostel. Za kostelem byla  postavena dvoupatrová budova fary ve stejném novogotickém stylu, ve které byly dva sály, kanceláře a byty.
V roce 1919 se stal kostelem Německé evangelické církve v ČSR, jakožto nástupnické církve původního vlastníka – Evangelické církve augsburského vyznání. Po roce 1945 připadl státu, který jej propůjčil českým evangelíkům. Nicméně od roku 1956 docházelo k omezování církevní činnosti a v listopadu 1960 se v kostele konaly poslední bohoslužby. Roku 1961 byl předán Univerzitní knihovně jako sklad pro knihy, přičemž k těmto účelům sloužil do roku 2019 (uloženo 310 000 svazků).

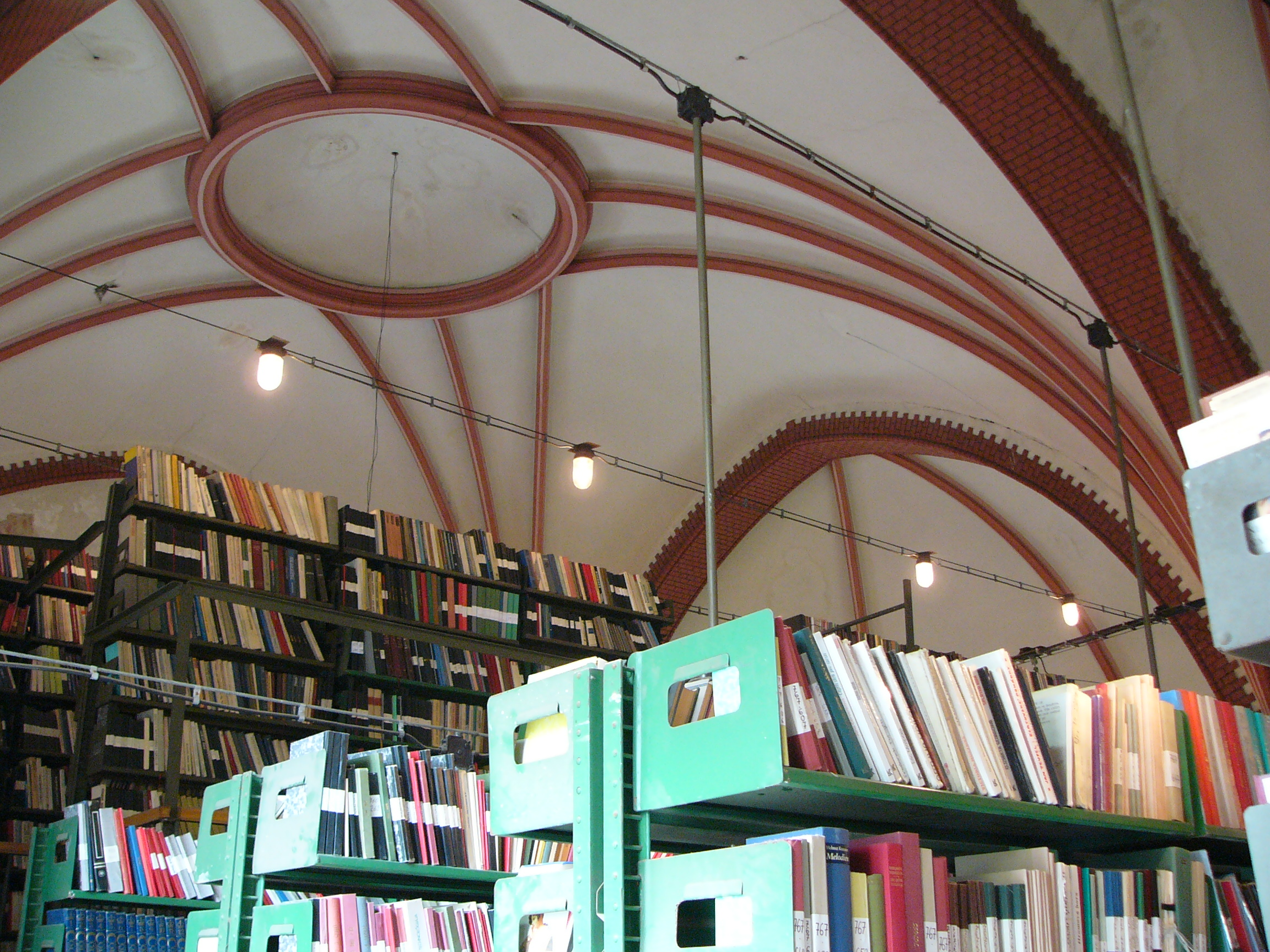
Strop v kostele (depozitář VKOL)

Kostel byl vyklizen, zachována zůstala pouze dřevěná kazatelna a řezbářsky zdobené boční chóry. Varhany byly umístěny v husitském kostele v Chudobíně, zvon do evangelického kostela v Olomouci. Krásně řezbářsky zdobené lavice byly, údajně z nařízení města, v blízké škole rozřezány a spáleny. Od roku 1959 byl veřejnosti zpřístupněn pouze několikrát v rámci Dnů evropského kulturního dědictví.
V roce 1989 byla opravena kostelní věž, o dva roky později fasáda kostela a vstupní schodiště. Na věž byly instalovány hodiny.  V letech 2005–2006 byly restaurovány okenní vitráže.
V roce 2001 knihovna přešla do správy Olomouckého kraje pod novým názvem Vědecká knihovna Olomouc (VKOL) a v roce 2005 byla za kostelem otevřena nová budova ředitelství.
V letech 2020–2023 proběhla rekonstrukce kostela podle projektu atelieru-r architekta Miroslava Pospíšila. Ke kostelu bylo přistavěno modernistické foyer, spojující kostel s ředitelstvím Vědecké knihovny. Byla provedena i úprava bezprostředního okolí kostela včetně instalace osvětlovacích těles. Prostor kostela slouží k pořádání kulturních, výchovných a společenských akcí.
Projekt v rámci Národního plánu obnovy byl financován z prostředků Olomouckého kraje s přispěním Evropské unie. Celkové náklady činily 170 mil. Kč.

## Popis

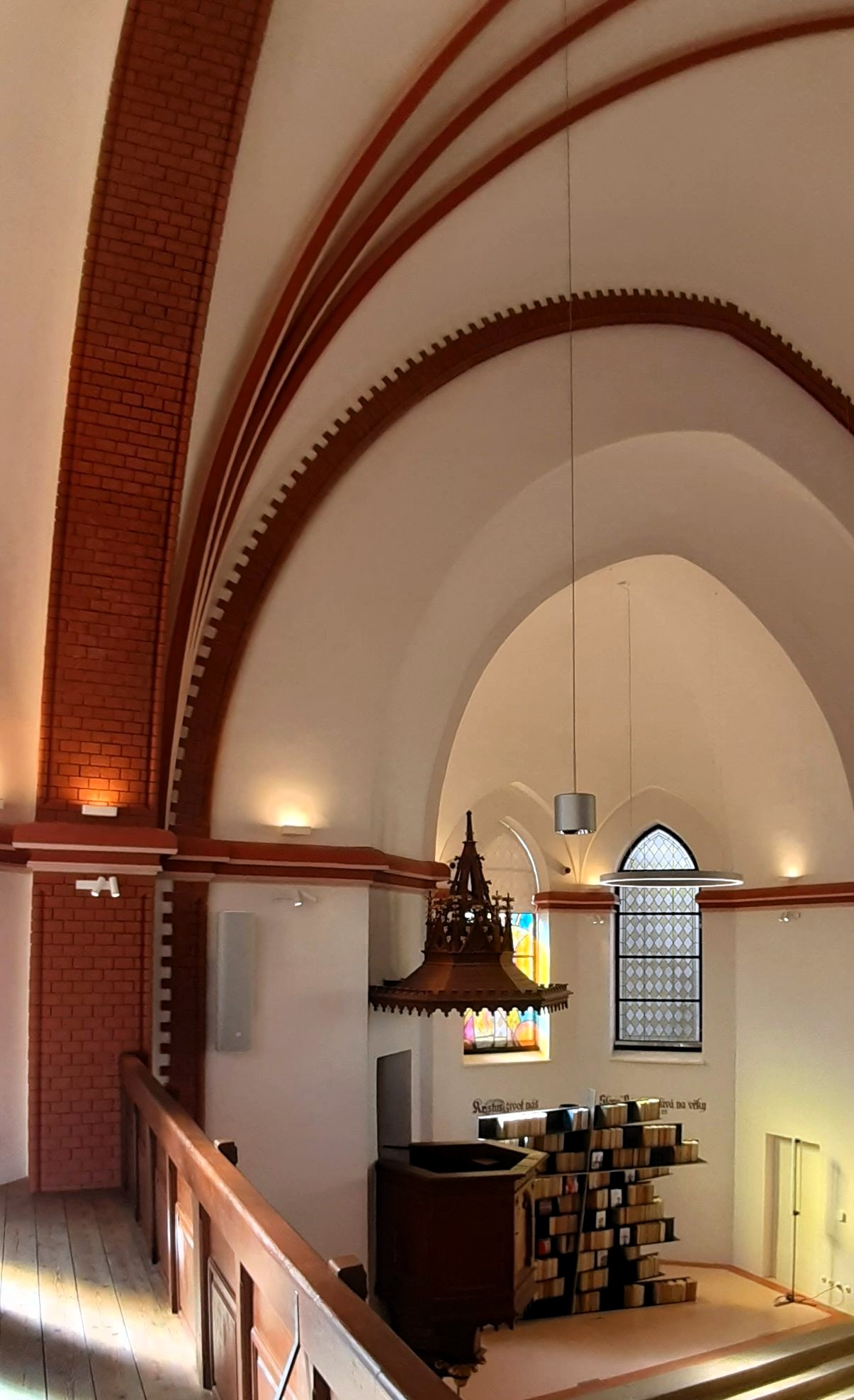
Interiér Červeného kostela po rekonstrukci.

Novogotická stavba má půdorys kříže s polygonálně ukončenými rameny a presbytářem, ke kterému byla přistavěna nízká sakristie. Hranolová věž je ukončena vysokou jehlancovou střechou s křížem a makovicí. Na místa původních dekorativních prvků střechy, jež se nepodařilo zachovat, byly nainstalovány soudobé artefakty z dílny olomouckého sochaře Jana Dostála.  Ve druhém patře věže je na každé straně  prolomena dlouhá úzká dvojice oken, nad kterými se nacházejí trojúhelníkové štíty s hodinovými ciferníky.  Loď je kryta sedlovou střechou se sanktusníkem na hřebenu.  Fasáda je obložena keramickým obkladem imitujícím cihlové zdivo, ozdobená terakotovými prvky (portál v průčelí) a kamennými detaily (sokl, římsy aj.). V průčelí nad portálem je prolamovaný obklad s mřížkovým vzorem, nad ním pás pěti  menších oken a slepá rozeta. Okna v lodi jsou ve dvou řadách nad sebou, zdobená vitrážemi. Spodní řadu tvoří trojice menších oken, nad nimi velká jednoduchá okna.    
Interiér o ploše 395 m² je řešen v hnědobílé barevnosti. Na projektu se podílelo designové studio Denisy Strmiskové.  Z původních prvků byly ponechány dřevěná kazatelna na zdi u bývalého presbytáře a galerie zavěšená po obvodu lodi. Místo zničených kostelních lavic slouží k sezení dřevěné židle z masivního ořechu. Umělé osvětlení sálu je řešeno pomocí jednoduchých závěsných skleněných svítidel ve tvaru kruhu.   
V bývalém presbytáři, na který se vstupuje po  čtyřech kamenných stupních, je místo oltáře velká policová stěna s knihami otočenými obráceně hřbetem dovnitř. Nerezové desky uprostřed stěny vytvářejí obraz kříže. Na zdi za knižním oltářem jsou dva nápisy s  biblickými citáty.  
Mezi kostelem a budovou ředitelství knihovny byla vybudována přístavba, v níž se nachází nutné sociální zázemí, vstupní prostor s recepcí a kavárnou.  Fasády a střecha objektu jsou z černého plechu a skla, v  interiéru převládá beton v růžovém odstínu. Hlavní dekorační prvek tvoří stěna s policemi, zaplněná starými knihami otočenými hřbety dozadu s večerním podsvícením, a  moderní závěsná svítidla z barevného skla. Knihy pocházejí od občanů z veřejné sbírky, kterou vyhlásila VKOL.